# Ettringite (calcestruzzo)
L'ettringite o sale di Candlot, (o più raramente bacillo del cemento) da un punto di vista chimico è un trisolfo-alluminato di calcio idrato: {\displaystyle {\ce {3CaO.Al2O3.3CaSO4.32H2O}}}.

In un calcestruzzo si può formare ettringite per reazione tra l'alluminato tricalcico, che è uno dei componenti principali del clinker di Portland, e i solfati di calcio.
La sua formazione può avere effetti positivi o negativi sul grado di durabilità del calcestruzzo. Nel primo caso si parla di ettringite primaria o non distruttiva (EEF da Early Ettringite Formation), ed è provocata volontariamente, la seconda, invece, è chiamata ettringite secondaria o distruttiva (DEF da Delayed Ettringite Formation) e la sua formazione è accidentale e non desiderata. 

## Ettringite Primaria
Il cemento Portland è costituito essenzialmente da due componenti:
- il clinker
- il solfato di calcio: può essere: gesso (solfato di calcio idrato - {\displaystyle {\ce {CaSO4.H2O}}}), semiidratato ({\displaystyle {\ce {2CaSO4.H2O}}}) o anidrite (solfato di calcio anidro - {\displaystyle {\ce {CaSO4}}}). Oltre che in natura il solfato di calcio è reperibile anche come sottoprodotto industriale.

Il solfato di calcio viene utilizzato come regolatore di presa, aggiunto in misura di circa il 4-6% nel mulino di macinazione del cemento.

In assenza di questo componente, il clinker, subito dopo la miscelazione con l'acqua farebbe una presa pressoché immediata, tale da non lasciare il tempo di gettare il calcestruzzo.
La presa rapida è associata alle veloci reazioni di idratazione dell'alluminato tricalcico che si trasforma in alluminati idrati di calcio ({\displaystyle {\ce {CAH}}}). In questo caso la funzione del gesso è quella di reagire con l'alluminato tricalcico, in presenza di acqua, provocando la formazione di ettringite che precipita sulle particelle di {\displaystyle {\ce {C3A}}}, sotto forma di minutissimi cristalli aghiformi, formando una pellicola che avvolge la superficie dei granuli di celite che rallenta, ma non arresta, l'ulteriore idratazione e di conseguenza la formazione di {\displaystyle {\ce {CAH}}}. Pertanto la funzione del gesso in questa fase è quella di far avvenire la presa in tempi idonei a consentire la miscelazione degli ingredienti, il trasporto, il getto e la costipazione del calcestruzzo. L'aumento di volume a seguito della formazione dell'ettringite primaria in questo caso non è pericolosa per il calcestruzzo poiché si manifesta quando il conglomerato è ancora in fase plastica, pertanto non si generano tensioni interne al materiale.

## Ettringite Secondaria
Il solfato può avere origine dall'ambiente esterno o essere già presente all'interno del calcestruzzo, ad esempio, come impurità del cemento o a causa della presenza di inerti inquinati da gesso.
In questo caso in letteratura si parla di:
- attacco solfatico esterno o ESA, acronimo di External Sulphate Attack;
- attacco solfatico interno o ISA, acronimo di Internal Sulphate Attack.

Esaminiamo il caso dell'attacco solfatico esterno che è tra l'altro il più comune.
I solfati in natura possono trovarsi:
- nelle acque naturali, industriali e nelle acque reflue;
- nei terreni.

I più comuni sono i solfati di sodio, potassio, calcio, magnesio e ammonio. Quando il calcestruzzo è indurito, l'eventuale ingresso di solfati provenienti dall'ambiente esterno determina la formazione di ettringite. Infatti, lo ione solfato, diverso da quello di calcio, reagisce prima con la calce che si produce a seguito dell'idratazione del clinker di Portland, generando gesso, e successivamente quest'ultimo reagisce con gli alluminati idrati di calcio ({\displaystyle {\ce {CAH}}}) con formazione dell'ettringite secondaria:
{\displaystyle {\ce {{SO4^{-2}}+Ca(OH)2->{CaSO_{4}.2H2O}+2OH^{-}}}}
{\displaystyle {\ce {CaSO_4-2H2O + CAH -> ettringite}}}
l'aumento di volume che si genera a seguito della formazione dell'entringite secondaria determina l'insorgere in seno alla matrice cementizia di tensioni di trazione, superiori alla resistenza a trazione del conglomerato, che provocano danni severi al calcestruzzo indurito sotto forma di fessurazioni, delaminazioni e distacchi.
Come già accennato in precedenza, questo tipo di degrado del conglomerato cementizio è noto come attacco solfatico.

Nei terreni l'attacco solafatico diventa importante quando questi vengono solubilizzati dalle acque meteoriche, sotterranee, sorgive, ecc. che successivamente vengono in contatto con le opere in calcestruzzo armato, di norma fondazioni.

## Rimedi
Il modo più efficace per prevenire l'attacco solfatico (acque e terreni selenitosi) consiste nell'impedire la penetrazione dei solfati all'interno del calcestruzzo.

Affinché ciò avvenga, bisogna far sì che la matrice risulti impermeabile, cioè che le eventuali porosità che si dovessero formare non siano fra loro intercomunicanti.

A tal fine bisogna adottare nel mix design, un rapporto acqua/cemento il più basso possibile (normalmente inferiore a 0,55) e procedere dopo il getto ad un'accurata vibrazione e ricorrere ad una idonea stagionatura umida. 

Questi accorgimenti, che devono essere tanto più spinti quanto maggiore è la concentrazione del solfato proveniente dall'esterno, permettono di ottenere un calcestruzzo poco poroso e fessurato e pertanto più impermeabile alla penetrazione dei solfati.
Un secondo modo per rendere il calcestruzzo impermeabile è quello di intervenire dall'esterno mediante l'utilizzo di protezioni superficiali impermeabili quali guaine, resine o pitture. Queste diventano necessarie quando bisogna proteggere strutture già in esercizio dove l'attacco solfatico è già iniziato; hanno l'inconveniente dei maggiori costi e del rischio di distacco a causa ad esempio di sbalzi termici.
Altro modo per prevenire l'attacco solfatico è ridurre il tenore di idrossido di calcio e alluminato tricalcico ({\displaystyle {\ce {C3A}}}) da cui dipende la formazione dell'ettringite.
Nel primo caso sono consigliabili i cementi tipo III (cemento siderurgico) e tipo IV (cemento pozzolanico) che avendo una percentuale di clinker inferiore a quella del cemento tipo I (cemento Portland) durante l'idratazione producono una minore quantità di calce, anzi nel tipo IV nell'attivazione della pozzolana ne viene consumata anche una parte.
Tra i due tipi il più idoneo è il cemento siderurgico, perché può essere prodotto anche ad alte percentuali di loppa (e di conseguenza basse percentuali di clinker), mentre quello pozzolanico necessita sempre di un quantitativo minimo di clinker che deve garantire il tenore di calce necessario all'attivazione della pozzolana. 
 
Nel secondo caso si può ricorrere ai cementi solfato-resistenti che presentano, rispetto al Portland normale, basse percentuali di celite che nei tipi III e IV, come abbiamo visto, garantiscono anche durante l'idratazione un minor tenore di idrossido di calcio.
Le norme UNI EN 206-1:2006 e UNI 11104 nelle strutture soggette all'attacco solfatico, quali quelle con classe di esposizione XA1, XA2 o XA3, impongono l'utilizzo di cementi resistenti ai solfati.
Secondo la UNI 8981-2, a seconda della classe di esposizione devono essere utilizzati i seguenti cementi resistenti ai solfati:
- XA1 (a/c ≤ 0,55) - cemento a moderata resistenza chimica ai solfati (MRS)
- XA2 (a/c ≤ 0,50) - cemento ad alta resistenza chimica ai solfati (ARS)
- XA3 (a/c ≤ 0,45)- cemento ad altissima resistenza chimica ai solfati (AARS).

Per attacchi più severi di quelli previsti dalle suddette classi di esposizione si rende necessario utilizzare delle protezioni superficiali quali guaine, resine o pitture impermeabilizzanti.
Nel caso di basse temperature (0-10 °C), l'utilizzo cementi solfatoresistenti, cioè cementi a basso o nullo tenore di alluminato tricalcico, potrebbe non garantire da solo la protezione dall'attacco solfatico, poiché in queste condizioni termiche, il gesso reagisce anche con i silicati idrati di calcio creando un composto ancora più dannoso dell'ettringite, la thaumasite.

È pertanto sempre consigliato adottare tutti quegli accorgimenti necessari a rendere il calcestruzzo impermeabile ai solfati.